# 同心円モデル

同心円モデルの例
中心業務地区（CBD）
工場地帯
遷移地帯
労働者住宅地帯
住宅地帯
通勤者地帯

同心円モデル（どうしんえんモデル、英語: Concentric ring model）は、別名バージェス・モデル（Burgess model）といい、都市の内部構造を説明するモデルのひとつである。アメリカ合衆国の都市社会学者アーネスト・バージェスによって1925年に提示されたモデルで、同心円モデルの中心の中心業務地区（CBD）から外側に向けて、卸売・軽工業地区、低級住宅地区、中級住宅地区、高級住宅地区の順で、土地利用が変化していく。同心円モデルはシカゴをモデルとしている。

## モデル
バージェスは、これまで展開していた人類生態学の諸理論をシカゴに当てはめ、都市地域における様々な社会集団の分布を説明する初めてのモデルを作り上げた。
同心円モデルでは、以下の5つの地帯が設定される。
1. 中心業務地区（CBD）
官公庁、オフィスなどが立地する[4]。その周辺には卸売業地区がみられる[1]。
2. 遷移地帯
中心業務地区の外側で、住宅地でもあるが[4]、中心業務地区での商業や軽工業もこの地帯でみられ、住宅と混在している[1]。この地帯の外帯ではスラムも存在する[1]。
3. 労働者住宅地帯
住宅地区であり、この地帯の居住者は主に遷移地帯から転居した労働者である[1]。勤務地への近接性の高さが居住地選択の背景である[5]。
4. 優良住宅地帯
高級住宅地であり[4]、中産階級の一戸建て住宅などがみられる[6]。
5. 通勤者住宅地帯
郊外の衛星都市も含まれる[4]。

同心円モデルの背景には、アメリカ合衆国における移民を考える必要がある。都心部で、高い語学力を要さない単純労働や肉体労働に従事する移民は、自家用車を通勤に要さない遷移地帯に居住するが、語学力の向上、収入の上昇ともに、住環境のよい労働者住宅地帯に移動していく。
また、通勤にかかるコストの関係で、都市の外縁部に居住できるのは高所得者になる。
このモデルは結果的に、1世紀前にヨハン・ハインリヒ・フォン・チューネンが地方における（おもに農地としての）土地利用について導出したモデルを、都市に当てはめたようなものとなった。同心円モデルは、ホーマー・ホイトが提唱したセクター・モデルや、多核心モデルと対置されるものである。
バージェスは、CBDからの距離と、住宅地ごとの住民の富との間には、一定の相関があり、比較的裕福な家族は中心業務地区からかなり離れた場所に住みたがる傾向がある、と考えていた。バージェスはまた、都市の成長が進むに従ってCBD自体が外へ拡大するため、その外側に隣接する地帯が同様に外へと押し出される、とも考えた。
同心円モデルは、伝統的に認識されていた、ダウンタウン - ミッドタウン - アップタウンの3分類、すなわちCBDとしてのダウンタウン、裕福な住宅地郊外地帯としてのアップタウン、その中間のミッドタウン、という分類よりも詳細なものであった。

付け値地代理論による地代曲線。

バージェスの研究は、付け値地代理論の地代曲線を踏まえていた。この理論によれば、人々がどれくらいの金額を土地に対して負担するかによって、同心円が導出される。この金額は、ある場所をある用途に用いる場合に期待される利益額に基づいて決まる。都市中心部には人が多く集まるので、小売業にとって利益性が高い。製造業は土地にはさほどの大きな額を支払わず、もっぱら労働者の通勤の便や、原料、製品など物資の出入りにだけ関心を寄せている。住宅地としての土地利用は周辺部に位置することになる。

## 批判
同心円モデルは、当時の都市地理学者の多くから批判を浴びた。第一に、このモデルはアメリカ合衆国以外では、特に歴史的文脈が異なる国々においては、あまり当てはまらない。合衆国の中でも、交通や情報通信の発達によって引き起こされた変化や、グローバル経済の変質などの結果、都市がはっきりした「地帯（ゾーン）」にきれいに区画されることはなくなった。（Los Angeles School of Urban Analysis、参照）
- 同心円モデルは、アメリカ合衆国特有の地理現象を記述したものであり、インナーシティが貧しく、郊外が豊かであることが前提となっているが、他の場所では全く逆になっているのが普通である場合もある。ヨーロッパの大都市では都心付近が最もグレードの高い住宅地で、郊外に移民などの住む団地が置かれて荒廃することがある。（バンリューなど）
- 同心円モデルは、等方、均質の平面、変化のない景観を前提としている。
- 地形条件によって、特定の方面への都市の成長が制約を受ける。また、丘陵や水面などの地形があれば、例外的に住宅地として望ましい場所が成立することもある。
- 小売業、製造業、娯楽産業などの、脱都心化傾向。（郊外のインターチェンジ付近に業務・商業地区が現れる現象をエッジシティという）
- 都市再生やジェントリフィケーション - 都心に近い「低級」な住宅地とされる地域に、高価な不動産物件が現れることがある。
- イギリスでは、数多くの新しい住宅地が既存市街地の周縁に開発される。
- 同心円モデルは、地元の局地的な都市政治（urban politics）やグローバリゼーションの様々な営力に触れていない。
- 同心円モデルは、多中心主義（polycentrism）的な都市、例えば、ストーク・オン・トレントには当てはまらない。

## 日本の大都市への適用
日本の大都市では同心円モデルを適用できないこともある。この背景として、シカゴとは異なり、日本の大都市では工業化・都市化の前から歴史的に都市が存在していたことが指摘される。
また、日本では高級住宅地が郊外に集中しているともいいきれない。